# 讷维索图尔
讷维索图尔（法語：Neuvy-Sautour，法語發音：[nøvi sotuʁ]）是法国勃艮第-弗朗什-孔泰大区约讷省的一个市镇，属于阿瓦隆区。

## 地理
讷维索图尔（48°2'31"N, 3°47'38"E）面积19.06 平方千米，位于法国勃艮第-弗朗什-孔泰大區约讷省，该省份为法国中北部内陆省份，西接卢瓦雷省，西北接塞纳-马恩省，南至涅夫勒省，东临科多尔省，东北与奥布省接壤。
与讷维索图尔接壤的市镇（或旧市镇、城区）包括：拉西讷、伯尼翁、拉松、圣弗洛朗坦、索尔默里、苏曼特兰、蒂尔尼。

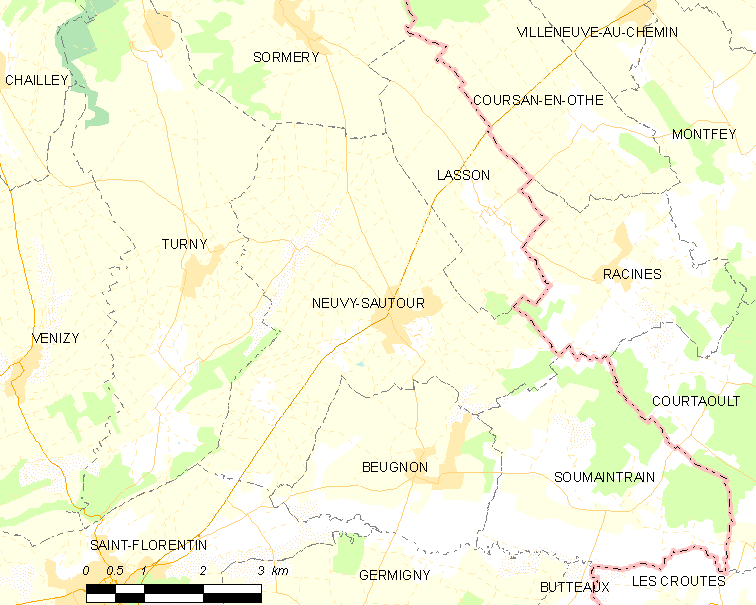
讷维索图尔的OSM定位图

讷维索图尔的时区为UTC+01:00、UTC+02:00（夏令时）。

## 行政
讷维索图尔的邮政编码为89570，INSEE市镇编码为89276。

## 政治
讷维索图尔所属的省级选区为圣弗洛朗坦县。

## 人口

1962-2008年间讷维索图尔人口变化图示

讷维索图尔于2022年1月1日时的人口数量为881人。